# Jögge Sundqvist

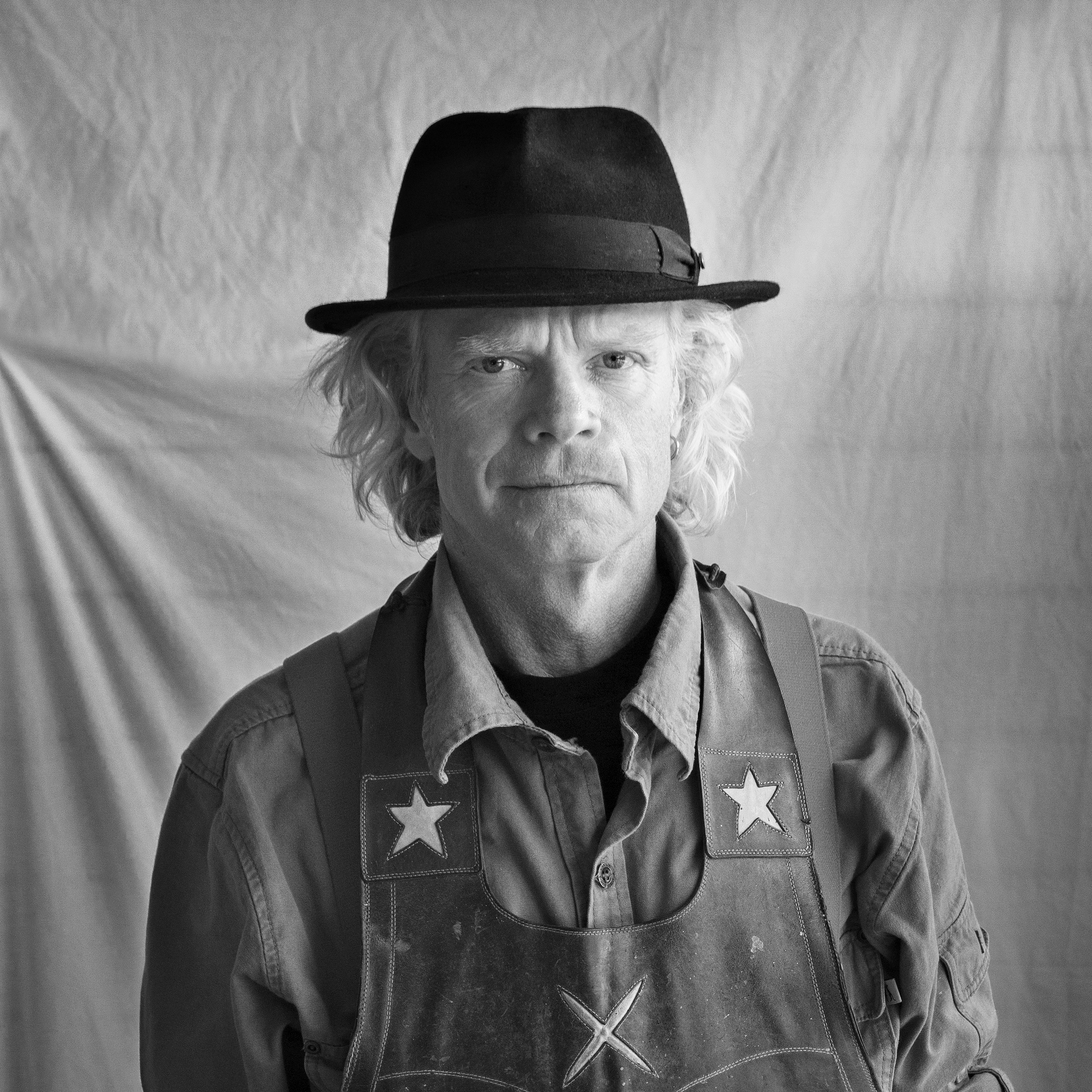
Jögge Sundqvist i sin ateljé inför utställningen Stay Sharp på Gotlands Konstmuseum 2017.

Pär Jörgen "Jögge" Sundqvist, född den 7 oktober 1958, är en svensk slöjdare och träslöjdskonstnär som bor i Kasamark i Umeå.
Sundqvist är uppvuxen i Luleå och Vilhelmina, och utbildad på slöjdlinjen vid Vindelns folkhögskola. 
Jögge Sundqvist startade sin egen verksamhet på halvtid 1985 och sedan 1999 arbetar han med slöjden på heltid. Han arbetar i rått och torrt trä med handverktyg i en lång slöjdtradition och tillverkar målade pallar, stolar, knivar, skåp, slevar och tråg, tavletter, skulpturer, ordtavlor - det mesta i trä med en funktion och estetik grundad i självhushållningsslöjden. 
Han är  verksam med utställningar och workshops i Skandinavien, Europa, Japan, Australien och USA. Han föreläser, är kurslärare och skriver böcker om slöjd inom träområdet. Han är upplärd av fadern Wille Sundqvist och hans verk inspireras av den svenska självhushållningsslöjden och folkkonsten från 1600- och 1700-talen. Jögge Sundqvists verk har köpts in av bland andra Statens konstråd, Nordiska Museet, Röhsska museet, Umeå kommun, Svenska kyrkan, Västerbottens läns landsting och Umeå Airport. Han kallar sig även för s u r o l l e, ett folkkonstnärligt alter ego, vilket även är namnet på hans företag.
Han var sommarpratare i radioprogrammet Sommar i P1 på Sveriges Radio P1 den 5 augusti 2015.